# Zwartstreepgrasmot
De zwartstreepgrasmot (Agriphila deliella) is een nachtvlinder uit de familie van de grasmotten (Crambidae).
De spanwijdte van de vlinder is 16 tot 20 millimeter. De witte lengtestreep over de voorvleugel is afgezet met zwart.
De soort gebruikt diverse grassen als waardplanten. De soort vliegt in een jaarlijkse generatie in augustus en september. 
De zwartstreepgrasmot komt voor in Europa, Noord-Afrika en van Klein-Azië tot Afghanistan. In Nederland is de soort vrij algemeen langs de kust, in België zeldzaam.